# Marengo County
Marengo County is een county in de Amerikaanse staat Alabama.
De county heeft een landoppervlakte van 2.531 km² en telt 22.539 inwoners (volkstelling 2000). De hoofdplaats is Linden.

## Bevolkingsontwikkeling

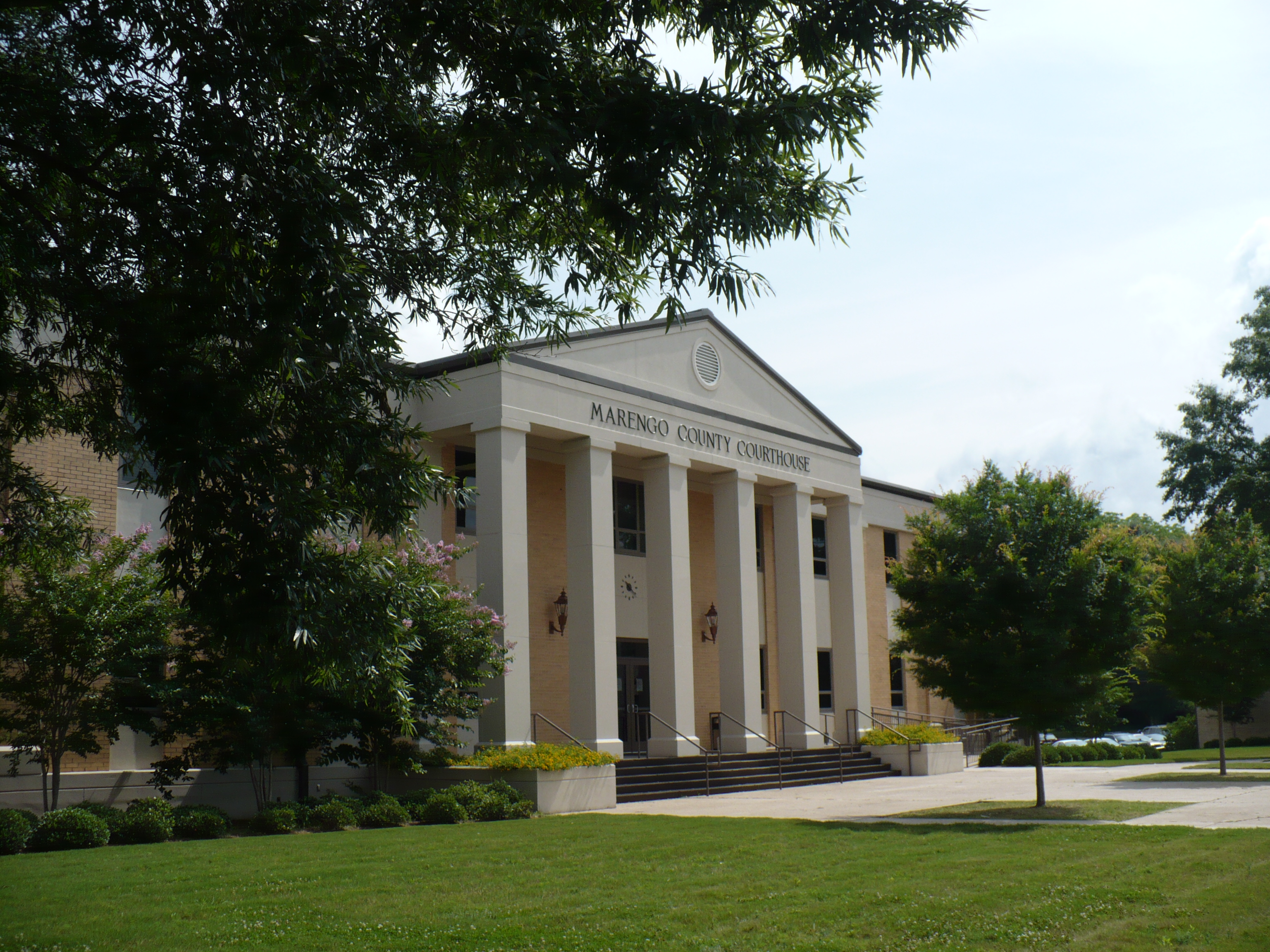
Marengo County Courthouse